# Диа, Булайе
Булайе Диа (фр. Boulaye Dia; род. 16 ноября 1996, Ойонна) — сенегальский футболист, нападающий итальянского клуба «Салернитана», выступающий на правах аренды за «Лацио», и сборной Сенегала. Участник чемпионата мира 2022 года.

## Клубная карьера
Диа начал профессиональную карьеру в клубе «Юра Суд Фут». В 2017 году он дебютировал за основной состав в четвертой лиге Франции. В своём дебютном сезоне Булайе забил 15 мячей. Летом 2018 года Диа перешёл в «Реймс», где в начале выступал за дублирующий состав. 20 октября в матче против «Анже» он дебютировал в Лиге 1. 24 ноября в поединке против «Генгама» Булайе забил свой первый гол за «Реймс». 25 октября 2020 года в матче против «Монпелье» он сделал хет-трик. По итогам сезона Булайе забил 14 мячей и стал лучшим бомбардиром команды. 
Летом 2021 года Диа перешёл в испанский «Вильярреал», подписав контракт на 5 лет. 11 августа в поединке за Суперкубок Европы против английского «Челси» Булайе дебютировал за основной состав. 16 августа в матче против «Гранады» он дебютировал в Ла Лиге. 26 октября в поединке против «Кадиса» Булайе забил свой первый гол за «Вильярреал». 
Летом 2022 года Диа на правах аренды перешёл в итальянскую «Салернитану». 20 августа в матче против «Удинезе» он дебютировал в итальянской Серии A. 28 августа в поединке против «Сампдории» Булайе забил свой первый гол за «Салернитану». 3 мая 2023 года в матче против «Фиорентины» он сделал хет-трик. 
16 августа 2024 года Диа присоединился к «Лацио» на правах аренды сроком на два сезона с условным обязательством выкупа.

## Международная карьера
9 октября 2020 года в товарищеском матче против сборной Марокко Диа дебютировал за сборную Сенегала. 7 сентября 2021 года в отборочном матче чемпионата мира 2022 против сборной Республики Конго Булайе забил свой первый гол за национальную команду. 
В 2022 году Диа завоевал Кубок Африки в Камеруне. На турнире он сыграл в матчах против сборных Малави, Кабо-Верде, Экваториальной Гвинеи, Зимбабве, Гвинеи и Египта.
11 ноября 2022 года Диа был включён в официальную заявку национальной команды для участия в матчах чемпионата мира 2022 года в Катаре. На турнире он сыграл в матчах против сборных Англии, Нидерландов, Катара и Эквадора. В поединке против катарцев Булайе забил гол.

### Голы за сборную Сенегала
| #  | Дата             | Место                                                        | Противник        | Счёт | Результат | Соревнование                     |
| -- | ---------------- | ------------------------------------------------------------ | ---------------- | ---- | --------- | -------------------------------- |
| 1. | 7 сентября 2021  | Стадион Альфонс Массемба-Дебат, Браззавиль, Республика Конго | Республика Конго | 0:1  | 1:3       | Чемпионат мира 2022 квалификация |
| 2. | 29 марта 2022    | Олимпийский стадион Диамниадио, Дакар, Сенегал               | Египет           | 1:0  | 1:0       | Чемпионат мира 2022 квалификация |
| 3. | 24 сентября 2022 | Стад де ла Сурс, Орлеан, Франция                             | Боливия          | 0:1  | 0:2       | Товарищеский матч                |
| 4. | 25 ноября 2022   | Эль-Тумама, Доха, Катар                                      | Катар            | 0:1  | 1:3       | Чемпионат мира 2022              |
| 5. | 24 марта 2023    | лимпийский стадион Диамниадио, Дакар, Сенегал                | Мозамбик         | 4:0  | 5:1       | Кубок Африки 2023 квалификация   |
| 6. | 28 марта 2023    | Эстадио до Зимпето, Мапуту, Мозамбик                         | Мозамбик         | 0:1  | 0:1       | Кубок Африки 2023 квалификация   |

## Достижения

### Командные
Сборная Сенегала
- Обладатель Кубка африканских наций: 2021

### Награды
- Гранд-офицер Национального ордена Льва (Сенегал) (2022)